# Animetal
Animetal és una banda japonesa que reprodueix cançons (fa versions o covers) de cançons d'anime a l'estil metal. El seu primer treball ho van publicar en 1987 i es va titular "Animetal Marathon I", un àlbum sense talls entre una cançó i altra, un detall que han conservat en quasi tots els seus discos. Fins a enguany (2007) han publicat un total de 7 discos amb el nom de Marathon canviant el nombre del final (I, II, III, IV) i altre que li van afegir la paraula lady, ja que, en molts dels dibuixos animats, la música la canta una dona. La cantant femenina es diu Mie.
Tenen un total d'11 discos com Animetal, 4 com Animetal Lady i 4 DVDs.

## Biografia
En 1996 durant una conversa entre els productors Yoshio Nomura i Yorisama Hisatake (qui després seria el productor d'Animetal) va nàixer la següent idea: "Per què no barrejar cançons d'anime i metal?". D'aquesta manera, va nàixer el concepte d'Animetal.
A l'octubre, el vocalista Eizo Sakamoto (ex-Anthem) va llançar el primer single d'ANIMETAL, "ANIMETAL", sota el segell Fun House.
Al començament, es creia que el CD seria popular només entre els fanàtics de les cançons d'anime, no obstant això, es van vendre més de 5000 còpies ràpidament.
En 1997, el grup va tenir el seu debut amb Sony Music i en la seua formació havien famosos integrants: She-Ja (ex-Gargoyle) en la guitarra, Take-Shit (Cocobat) en el baix, Katsuji (Gargoyle en la bateria i Eizo Sakamoto va romandre com vocalista. El grup va gravar el seu segon senzill: "This is Animetal".
L'àlbum següent va eixir amb altra formació, que romandria per un parell d'anys: Eizo Sakamoto com vocalista, She-Ja en la guitarra i Masaki (ex-Jacks'N Joker) en el baix. També per algun temps va estar Yasuhiro Umezawa (ex-Reaction, ex-Jacks'N Joker) en la bateria.
Al març va eixir el primer àlbum del grup, "Animetal Marathon", que va arribar el 9 lloc dels rànquings Oricon i va vendre més de 300.000 còpies. Al maig, el grup va evolucionar amb l'ingrés de Mie (ex-Pink Lady) com vocalista femenina i el llançament del single "Animetal Lady".
Al desembre, van gravar la cançó "towa no mirai", la seua primera cançó original, i que després va ser el ending del conegut anime Rurouni Kenshin.
En 1998, el fenomen Animetal va trencar les fronteres del Japó al llançar "This is Japametal Marathon" en 7 països d'Àsia Oriental, incloent Taiwan, Xina i Singapur.
En 1999, després d'haver realitzat 150 covers, el grup decideix realitzar una pausa i van tenir la seua "últim concert" el 31 de juliol de 1999.
Però en 1999, tot i que els integrants tenien projectes paral·lels, (Eizo va tornar a Anthem després de la seua reunió i Masaki va fer un grup dit Canta...) van decidir tornar per a un concert dit Animetal ALIVE 2001, seguit pel llançament del "Animetal Marathon IV" a través del segell Avex. No obstant això, a pesar de l'èxit del seu retorn, She-Ja va abandonar al grup en 2002.
Syu, un jove geni de la guitarra, conegut com un dels millors guitarristes de l'escena musical japonesa i integrant dels grups Galneryus i Aushvitz es va unir a Animetal en 2003. Van gravar el cinquè Animetal Marathon que va incloure cançons de famosos animes com Saint Seiya i Evangelion.
En 2006, Animetal va realitzar un concert de comiat a París, i actualment estan novament en pausa per a poder concentrar-se en els seus projectes paral·lels.
Després van estar col·laborant en Mèxic amb BLC produccions, un productor que té diversos grups de música anime i electro-pop.

## Membres
- Masaki : Baix
- Mie : Animetal Lady Vocal (Veus)
- Sakamoto Eizo : Veus
- Syu : Guitarra

Ex-membre
- She-Ja : Guitarra